# Пословицы русского народа
Пословицы русского народа. Сборник пословиц, поговорок, речений, присловий, чистоговорок, загадок, поверий и проч. — один из крупнейших литературных источников русских пословиц и поговорок, составленный В. И. Далем в середине XIX века. Содержит 30 130 пословиц, поговорок и метких слов по 178 темам. Около 6 тыс. пословиц было взято из Полного собрания русских пословиц и поговорок Д. М. Княжевича (1822), Русских народных пословиц и притчей И. М. Снегирёва (1848). Все пословицы сборника включены в Словарь Даля.
В 1853 году сборник был представлен на рассмотрение Академии наук. Последовало два отзыва: положительный от академика А. Х. Востокова и резко отрицательный от академика-протоиерея И. С. Кочетова. 
Сборник был объявлен Николаем I вредным, к печати допущен не был. 
Только в марте 1862 года, во времена общественного подъёма и ослабления цензуры, Н. П. Гиляров-Платонов дал разрешение на печать. На титульной странице помещено изречение «Пословица несудима».

## Издания
- 1862 (1-е) — 1-томное (см.).
- 1879 (2-е) — в 2 томах, без изменений (том I, II).
- 1904 (3-е) — в 8 томах (приложение к журналу «Новый мир», 1904).
- 1957 — вступительная статья В. И. Чичерова, предисловие М. А. Шолохова.
- 1984 — в 2 томах.
- 1987 — «Пословицы и поговорки русского народа. Из сборника В. И. Даля». Послесловие В. П. Аникина.
- 1989 — в 2 томах.

С 1992 года Пословицы переиздавались множество раз.